# Keep It Gangsta
Keep It Gangsta – drugi wspólny album amerykańskich raperów MC Eihta i Spice 1. Został wydany 21 lutego 2006 nakładem wytwórni Real Talk Entertainment.

## Lista utworów
1. „Spit at Em'” – 0:28
2. „No One Else” – 4:15
3. „Raw Wit It” – 4:23
4. „The Bossilini” – 1:16
5. „187 Hemp” – 2:54
6. „I’m Original” – 3:30
7. „No Chit Chat” – 4:34
8. „Let It Blow” – 3:57
9. „They Just Don’t Know” – 3:40
10. „The Warning” (feat. Young Jeezy) – 0:27
11. „Revenge” – 4:03
12. „Ohh Shit” – 4:16
13. „Less Than Nothing” – 0:41
14. „That’s the Way Life Goes” – 4:37